# Florian Deyle

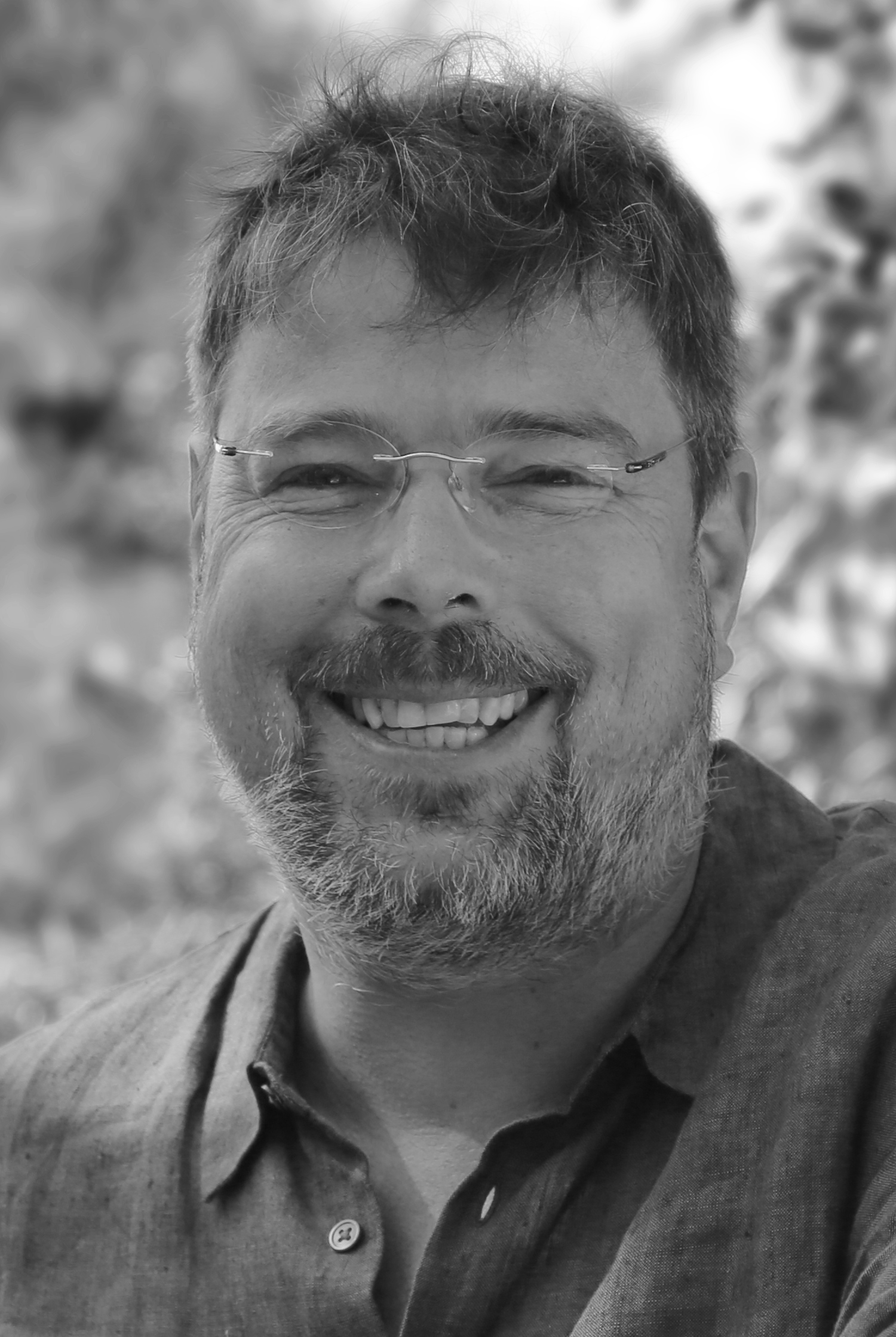
Der Münchener Filmproduzent Florian Deyle 2018

Florian Deyle (* 1973 in München) ist ein deutscher Filmproduzent.

## Leben
Deyle studierte Politikwissenschaften und absolvierte eine Kaufmannslehre, bevor er an der Hochschule für Fernsehen und Film München (HFF) den Studiengang Produktion und Medienwissenschaften abschloss. Unterdessen war er bei diversen Filmproduktionen als Aufnahmeleiter, Produktionsleiter und Herstellungsleiter beschäftigt.
Im Jahr 1997 gründete er gemeinsam mit seinem Bruder Philip Schulz-Deyle die Deyle & Schulz-Deyle Entertainment GbR (DSD). 2000 beendete er die Zusammenarbeit zugunsten der DRIFE Filmproduktion, die er gemeinsam mit seinen Kommilitonen Martin Richter und Hendrik Feil gründete und als deren Geschäftsführer Deyle heute fungiert.
Im Jahr 2009 erhielt Deyle gemeinsam mit seinem Bruder und Martin Richter den Bayerischen Filmpreis als beste Nachwuchsproduzenten für den Film Waffenstillstand. Die Auszeichnung wurde ihnen am 15. Januar 2010 im Münchner Prinzregententheater überreicht. Der Film war zuvor bereits mit dem Publikumspreis in Zürich, dem Ecumenical Prize in Montréal und den Förderpreis Deutscher Film in Hof ausgezeichnet worden. 2012 war die von Deyle produzierte Kömode Eine ganz heiße Nummer nach einer Vorlage von Andrea Sixt in der Kategorie „Film National“ als Beste Komödie für den Bambi nominiert.
Der von Florian Deyle koproduzierte Spielfilm "Paradies", Regie: Andrej Konchalovsky, wurde 2016 auf den Filmfestspielen in Venedig mit dem Silbernen Löwen ausgezeichnet. Darüber hinaus wurde der Film mit vielen weiteren internationalen Preisen ausgezeichnet, darunter der Friedenspreis für den deutschen Film (Beste Darstellerin / Ehrenpreis), Nike Awards (Bester Film, Beste Regie, Bestes Drehbuch), Mar Del Plata Festival (Bestes Drehbuch), Gijon Filmfestival (Beste Kamera, Beste Darstellerin), Golden Eagle Awards (Bester Film, Bestes Drehbuch, Beste Darstellerin), Slovo Awards (Bestes Drehbuch).
Für seine produzentische Leistung beim Fernsehfilm Alles Isy, dessen Entwicklung zehn Jahre lang gedauert hatte, wurde er 2019 mit dem Preis der Deutschen Akademie für Fernsehen für die Beste Produktion ausgezeichnet.
Deyle ist Mitglied der Deutschen Filmakademie und der Europäischen Filmakademie.

## Filmografie (Auswahl)
- 2006: Shoppen
- 2009: Waffenstillstand
- 2009: Der letzte schöne Herbsttag
- 2011: Eine ganz heiße Nummer
- 2013: Blutsschwestern – jung, magisch, tödlich
- 2013: Wir sind die Neuen
- 2015: Zwei Familien auf der Palme
- 2016: Paradies
- 2017: Eva über Bord
- 2018: Schwiegereltern im Busch
- 2018: Alles Isy
- 2019: Eine ganz heiße Nummer 2.0
- 2019: Club der einsamen Herzen